# Bílá vlajka

Bílá vlajka
Poměr stran: neurčen

Bílá vlajka je symbolem kapitulace. Měla a má však i jiné významy, v závislosti na historické době, lokalitě či kontextu.

## Symbol kapitulace
Bílá vlajka se historicky ujala jako symbol kapitulace především proto, že ji bylo možno identifikovat i v průběhu chaotických momentů války a v minulosti bylo snadné sehnat bílou, bavlněnou látku.
Bílá vlajka se užívala již ve starověké Číně za dynastie Chan (může být však ještě starší). Bílá barva je ve východních kulturách spojována se smrtí, vlajka se tak vyvinula především na západě.
První doložený záznam o užití signalizace kapitulace pochází od římského spisovatele a historika Livia. Zmínka se týkala druhé punské války (218–201 př. n. l.), kdy kartaginská loď zobrazovala jakousi bílou vlněnou látku a větvičky z oliv.
Římský historik, právník a senátor Tacitus zmiňuje ve svém díle Dějiny (Historiae) z roku 109 druhou bitvu u Cremony v roce 69. Bílé vlajky se při ní objevily při porážce vojsk římského císaře Vitellia. V té době bylo obvyklým římským symbolem kapitulace, držení štítu nad hlavou.
Roku 1550 popsal portugalský historik Gaspar Correia  porážku Zamorina z Kóžikkótu, indického prince, který uznal svou porážku bílým šátkem na špejli.
Zmínka o bílé vlajce jako tichém znamení žádosti o vyjednávání, které mělo být stejně závazné jako v případě uzavření kapitulace, se nachází v díle De iure belli ac pacis (O právu války a míru) z roku 1625 holandského právníka Huga Grotiuse.
29. července 1899 byla bílá vlajka jako oficiální mezinárodní symbol kapitulace zapsána do Haagské úmluvy. Dnes je součástí Ženevské úmluvy.

## Motoristický sport

Bílá vlajka v motoristickém sportu

Bílá vlajka se užívá na motoristických soutěžích, pokud je na trati pomalejší vozidlo (např. sanitka).
V NASCAR bílá vlajka signalizuje nájezd do posledního kola.

## Francouzská vlajka (1815–1830)

Francouzská vlajka (1815–1830)
Poměr stran: 2:3

V období od roku 1815 do roku 1830 byla francouzskou vlajkou bílá vlajka. Druhá restaurace se nesla ve znamení krutostí tzv. Bílého teroru (bílá byla barva francouzských králů a monarchie).

## Afghánská vlajka (1996–1997)

Islámský emirát Afghánistán (1996–1997)
Poměr stran: 2:3

V období od 27. září 1996 do 27. října 1997 byla afghánskou vlajkou bílá vlajka. Afghánistánu v té době vládl Tálibán.